# Wagneriana vegas
Wagneriana vegas là một loài nhện trong họ Araneidae.
Loài này thuộc chi Wagneriana. Wagneriana vegas được Herbert Walter Levi miêu tả năm 1991.